# Mpox
Mpox (tidligere kaldet abekopper eller monkeypox) er en viral zoonose, dvs. en infektionssygdom forårsaget af mpoxvirus, som kan forekomme hos visse dyr og overføres til mennesker.
Mpox har symptomer, der ligner dem, man tidligere har set hos koppepatienter, selvom sygdommen er klinisk mindre alvorlig. Med udryddelsen af den dødelige sygdom kopper i 1980 og efterfølgende ophør med koppevaccination har mpox vist sig som den værste sygdom forårsaget af ortopoksvirus. 
Mpox forekommer primært i det centrale og vestlige Afrika, ofte i nærheden af tropiske regnskove og i stigende grad i byområder. Siden 1970 er tilfælde af mpox hos mennesker blevet rapporteret i 11 afrikanske lande samt i rejsende fra afrikanske lande og fra maj 2022 spredte mpox-virus sig til snesevis af lande og inficerede titusindvis af mennesker, overvældende mænd, der har sex med mænd. Den 23. juli 2022 erklærede Verdenssundhedsorganisationen WHO mpox for en global sundhedsnødsituation. Den erklærede nødsituation blev afblæst i maj 2023 efter at antallet af smittede var faldet, men i 2024 konstateredes atter en hastig spredning samt ny variant af mpox-virus, kaldet clade Ib, hvorfor WHO den 14. august 2024 atter erklærede en global nødsituation.

## Navngivning
Mpox gik oprindeligt under betegnelsen abekopper (engelsk monkeypox), men allerede i 2022 anbefalede WHO anbefaler navnet Mpox med følgende begrundelse som citeret fra New York Times: “… W.H.O. has promoted new criteria for naming infectious diseases. According to the recommendations, names should aim to reduce unnecessary negative impact on travel, tourism or animal welfare, and avoid causing offense to any cultural, social, national, regional, professional or ethnic groups. Critics said monkeypox reinforced ugly Western stereotypes about Africa as a reservoir of pestilence and sexually transmitted pathogens. Some critics said it also played into racist stereotypes, deeply rooted in American culture, that compare Black people to primates...” Sygdommen betegnes i dag som mpox, også af danske sundhedsmyndigheder.

## Symptomer
Symptomerne begynder med feber, hovedpine, muskelsmerter, hævede lymfeknuder og træthed. Dette efterfølges af udslæt, der danner vabler og sårskorper. Tiden fra smitte til symptomer er omkring 10 dage. Symptomernes varighed er typisk to til fire uger.
Sygdommen kan ligne skoldkopper.
Personer der i Danmark har været ramt af sygdommen har rapporteret om feber, pusfyldte blærer og stærke smerter.

## Årsag

### Mpoxvirus
Mpox forårsages af mpoxvirus, en virus er der i slægt med den almindelig koppevirus, Variola virus.
Der kendes to varianter af mpoxvirus: den vestafrikanske variant og den centralafrikanske variant. Den vestafrikanske variant giver en mildere sygdom med en dødelighed på omkring 1 procent uden behandling. Den centralafrikanske variant er farligere med højere dødelighed.

### Smittevej
Mpox kan spredes ved håndtering af bushmeat, bid eller rifter fra dyr, kropsvæsker, kontaminerede genstande eller tæt kontakt med en smittet person.
Virusset menes at findes normalt blandt visse gnavere i Afrika.
Blandt andet menes det, at den gambianske kæmperotte (Cricetomys gambianus), kan være bærer af virusset.

## Diagnose
Diagnosen kan bekræftes ved at teste en læsion for virussets DNA.

## Forebyggelse og behandling
Koppevaccine kan forhindre infektion med 85 % effektivitet. I 2019 blev en mpoxvaccine fra Bavarian Nordic godkendt i USA. Der er ingen specifikke behandlinger af mpox. De antivirale midler Cidofovir eller brincidofovir er muligvis virksomme. I Afrika er risikoen for død, hvis sygdommen ikke behandles, rapporteret så høj som 10 %.

## Udbredelse og opdagelse
Sygdommen forekommer mest i Central- og Vestafrika.
Årligt forekommer der nogle få tusinder tilfælde i Afrika,
mens tilfælde udenfor Afrika har været sjældne.
Sygdommen blev først identificeret i 1958 blandt laboratorieaber (javamakakker) på Statens Serum Institut i Danmark. Det var Preben von Magnus og hans kollegaer, der beskrev sygdommen.
Det første tilfælde hos mennesker blev fundet i 1970 i Den Demokratiske Republik Congo.
Et udbrud, der opstod i USA i 2003, blev sporet til en dyrehandel, hvor der blev solgt gnavere importeret fra Ghana.

## Smitteudbrud i 2022
De første tilfælde af udbredt samfundsoverførsel af mpox uden for Afrika fandt sted i et udbrud, som startede i Storbritannien i maj 2022. Udbruddet var med den milde vestafrikanske variant.
Udbruddet spredte sig til en række lande, først rapporteret fra USA, Spanien, Portugal og Sverige, senere også Østrig, Tyskland, Belgien, Frankrig, Italien, Portugal Norge, Canada og Australien.
Den 20. maj blev der rapporteret som 120 bekræftede eller mistænkte tilfælde af uden for Afrika.
Styrelsen for Patientsikkerhed meddelte den 23. maj 2022, at smitteudbruddets første danske tilfælde var diagnosticeret. Patienten havde haft rejseaktivitet i Spanien. Pr. 2. juni var der 782 bekræftede tilfælde i verden.
FN's verdenssundhedsorganisation WHO erklærede 23. juli 2022 at mpox udgjorde en global sundhedskrise. På det tidspunkt omfattede udbruddet over 14.000 tilfælde fra 71 lande, og fem mennesker var døde af mpox. Ifølge WHO var risikoen for mpox globalt set moderat, men høj i Europa. I Danmark havde der været 51 tilfælde. Professor i virologi på Københavns Universitet Allan Randrup Thomsen udtrykte at WHO's udmelding var en overreaktion idet relativt få ifølge ham var ramt, og der var tale om milde tilfælde.